# В'ялий (річка)
В'ялий — струмок в Україні (у XVIII ст. річка ), в Харківському районі Харківської області. Ліва притока річки Харків (басейн Сіверського Дінця).

## Опис
Довжина - 11 км, площа водозбірного басейну - 59 км².
Струмок розташований в Харківському районі Харківської області.
В'ялий впадає в річку Харків за 24 км від її гирла, в селищі Циркуни.
Похил річки 2,4 м/км .
В 1932 році за три кілометри від гирла В'ялого споруджено В'ялівське водосховище (одне з трьох резервних водосховищ для постачання прісною водою міста Харків) .